# Nepheronia
Nepheronia là một chi bướm được tìm thấy ở châu Phi.

## Các loài
Các loài gồm:
- Nepheronia argia (Fabricius, 1775) – Large Vagrant
- Nepheronia buquetii (Boisduval, 1836) – Plain Vagrant hoặc Buquet's Vagrant
- Nepheronia pharis (Boisduval, 1836)
- Nepheronia thalassina (Boisduval, 1836) – Cambridge Vagrant hoặc Blue Vagrant
- ?Nepheronia usambara (Aurivillius, 1907)